# 동래중학교 축구부
동래중학교 축구부는 부산광역시에 위치한 동래중학교의 축구부이다. 

## 같이 보기
- 동래중학교